# Metta-ji
Metta (Pali) betekent ongeveer liefdevolle aandacht en is in het boeddhisme een van de vier verheven toestanden van de geest. 
Ji heeft een tweeledige betekenis:
- in actieve zin (door een handeling te bedrijven wordt er -ji achter geplaatst)
- door er een waardigheid aan te geven

Metta-ji is dus in actieve zin bedrijven van liefdevolle aandacht. Dit op zich heeft waardigheid. Metta-ji is doorgaans een staat van zijn, een gemoedstoestand waarin één en al liefde en gelukzaligheid ervaren wordt. Dit kan in meditatie maar kan eigenlijk altijd en overal plaatsvinden. In metta-ji is er geen lijden en wordt er geen lijden veroorzaakt, het kan echter wel vanuit ego voortkomen, daarmee ontstaat er een verschil met namaste-ji welk nooit vanuit ego voortkomt. Namaste-ji is dus een verhevener staat van zijn dan metta-ji.
Metta-ji is een term die vooral in de kum nye en de tantrische yoga gebruikt wordt.